# John Tinniswood
John Alfred Tinniswood (26. srpna 1912 – 25. listopadu 2024) byl anglický superstoletý muž.

## Život
John Alfred Tinniswood se narodil 26. srpna 1912 v Liverpoolu. Během druhé světové války sloužil v Royal Army Pay Corps jako účetní a auditor, jelikož kvůli svému špatnému zraku nemohl narukovat jako voják. Se svou ženou Blodwen, se kterou se seznámil při tanci, se oženil v roce 1942. Následující rok se jim narodila dcera Susan. Po válce Tinniswood pokračoval v práci jako účetní v Royal Mail a Shell-Mex and BP. V roce 1972 odešel do důchodu. V roce 1986 zemřela jeho manželka Blodwen.
Byl vášnivým fanouškem fotbalového klubu Liverpool FC a každý pátek si dopřával fish and chips.

### Dlouhověkost
Po smrti Š' Pchinga 29. června 2024 se stal nejstarším žijícím mužem na světě.
Tinniswood zemřel v Southportu 25. listopadu 2024 ve věku 112 let 91 dní.